# 日活の映画作品の一覧
日活の映画作品の一覧（にっかつのえいがさくひんのいちらん）は、日活が製作、または、配給した映画の一覧である。

## 1927年
- 忠次旅日記

## 1935年
- 丹下左膳余話 百萬両の壺

## 1938年
- 路傍の石
- 五人の斥候兵

## 1956年
- 警察日記（キネマ旬報ベスト・テン第6位）
- 女中ッ子（キネマ旬報ベスト・テン第7位）
- 洲崎パラダイス赤信号
- 太陽の季節
- 狂った果実
- ビルマの竪琴（キネマ旬報ベスト・テン第5位、アカデミー外国語映画賞にノミネート）
- 乳母車
- ジャズ・オン・パレード 1956年 裏町のお転婆娘

## 1957年
- お転婆三人姉妹 踊る太陽
- 幕末太陽傳（キネマ旬報ベスト・テン第位）
- 俺は待ってるぜ
- 嵐を呼ぶ男

## 1958年
- 錆びたナイフ
- にあんちゃん（キネマ旬報ベスト・テン第3位）
- 陽のあたる坂道
- 紅の翼

## 1959年
- 南国土佐を後にして
- ギターを持った渡り鳥

## 1960年
- 拳銃無頼帖　抜き射ちの竜
- 霧笛が俺を呼んでいる
- あじさいの歌
- 闘牛に賭ける男

## 1961年
- 豚と軍艦（キネマ旬報ベスト・テン第7位）
- 紅の拳銃

## 1962年
- 銀座の恋の物語
- キューポラのある街（キネマ旬報ベスト・テン第2位）
- 憎いあンちくしょう
- 花と竜
- 若い人
- 上を向いて歩こう
- 硝子のジョニー 野獣のように見えて

## 1963年
- 青い山脈
- 泥だらけの純情
- 関東無宿
- 非行少女（モスクワ映画祭金賞）
- 伊豆の踊子
- 男の紋章
- にっぽん昆虫記（キネマ旬報ベスト・テン第1位）

## 1964年
- 赤いハンカチ
- 赤い殺意（キネマ旬報ベスト・テン第4位）
- 愛と死をみつめて
- 執炎
- さすらいの賭博師

## 1965年
- 水で書かれた物語 配給
- 日本列島（キネマ旬報ベストテン第3位）

## 1966年
- 東京流れ者
- エロ事師たちより 人類学入門（キネマ旬報ベストテン第2位）
- 愛と死の記録
- けんかえれじい

## 1967年
- 夜霧よ今夜も有難う
- 大巨獣ガッパ
- 人間蒸発（ATG、日活）（キネマ旬報ベストテン第2位）
- 愛の渇き（キネマ旬報ベストテン第7位）
- 殺しの烙印
- 君は恋人
- 紅の流れ星

## 1968年
- 黒部の太陽（石原プロモーション、三船プロダクション共同作品）
- 神々の深き欲望（今村プロダクション）（キネマ旬報ベストテン第1位）
- 無頼より 大幹部
- あゝひめゆりの塔

## 1969年
- 嵐の勇者たち
- 私が棄てた女（キネマ旬報ベストテン第2位）

## 1970年
- 戦争と人間 第一部 運命の序曲
- あしたのジョー
- 青春喜劇 ハレンチ学園
- 女番長野良猫ロック
- 新宿アウトロー ぶっ飛ばせ

## 1971年
- 男の世界
- 戦争と人間 第二部 愛と悲しみの山河
- 八月の濡れた砂 (キネマ旬報ベストテン第10位)
- 不良少女 魔子
- 団地妻 昼下りの情事

## 1972年
- ラブ・ハンター 恋の狩人
- 一条さゆり 濡れた欲情（キネマ旬報ベストテン第8位）
- 白い指の戯れ（キネマ旬報ベストテン第10位）
- 八月はエロスの匂い

## 1973年
- 戦争と人間 完結篇
- 恋人たちは濡れた（キネマ旬報読者選出ベストテン第10位）
- 陽は沈み陽は昇る
- 濡れた荒野を走れ

## 1974年
- 赤ちょうちん（キネマ旬報ベストテン第9位）
- 妹（キネマ旬報ベストテン第10位）
- あばよダチ公
- バージンブルース
- 炎の肖像
- 宵待草

## 1975年
- 襟裳岬
- 東京エマニエル夫人
- 濡れた欲情・ひらけ!チューリップ

## 1976年
- 嗚呼!!花の応援団

## 1977年
- 野球狂の詩
- 壇の浦夜枕合戦記
- 夢野久作の少女地獄

## 1978年
- 桃尻娘（ピンク・ヒップ・ガール）
- 女高生 天使のはらわた
- 帰らざる日々
- 高校大パニック
- 時には娼婦のように

## 1979年
- 天使のはらわた 赤い教室
- 赫い髪の女（キネマ旬報ベストテン第4位）
- スーパーGUNレディ ワニ分署
- 十八歳、海へ
- もっとしなやかに もっとしたたかに（キネマ旬報読者選出ベストテン第位）
- Mr.ジレンマン 色情狂い
- 天使のはらわた 名美
- 家庭の秘密 乱れる!（土曜ワイド劇場で放送のテレビドラマ）

## 1980年
- おさな妻
- 元祖大四畳半大物語
- 鉄騎兵、跳んだ
- 後から前から

## 1981年
- 狂った果実（キネマ旬報読者選出ベスト・テン第7位）
- ラブレター
- 天使のはらわた 赤い淫画
- 嗚呼!おんなたち・猥歌（キネマ旬報ベスト・テン第5位）

## 1982年
- キャバレー日記
- ピンクのカーテン
- くいこみ海女 乱れ貝

## 1983年
- セーラー服百合族
- 武藏野心中
- 暗室

## 1984年
- 夕ぐれ族
- イヴちゃんの花びら

## 1985年
- (金)(ビ)の金魂巻
- みんなあげちゃう
- ラブホテル

## 1986年
- 部長の愛人 ピンクのストッキング
- 処女のはらわた
- 不倫

## 1987年
- 愛しのハーフ・ムーン

## 1988年
- ザッツロマンポルノ 女神たちの微笑
- 噛む女
- メロドラマ
- 行き止まりの挽歌 ブレイクアウト
- ころがし涼太 激突!モンスターバス
- 妖女伝説'88
- リボルバー
- 首都高速トライアル
- 徳川の女帝 大奥

## 1990年
- 夏のページ（にっかつ児童映画）

## 1991年
- 仔鹿物語

## 1992年
- 落陽

## 1997年
- 愛する（熊井啓監督）

## 1998年
- キリコの風景

## 1999年
- 皆月

## 2000年
- ガラスの脳（手塚治虫原作）
- 天国までの百マイル
- 日本の黒い夏─冤罪

## 2001年
- Go!
- 天国から来た男たち（ハマーズと共同配給）
- サディスティック＆マゾヒスティック

## 2002年
- 害虫
- うつつ
- AIKI

## 2003年
- 精霊流し

## 2004年
- レディ・ジョーカー

## 2006年
- ユメ十夜（1月27日公開、実相寺昭雄/市川崑/清水崇/清水厚/豊島圭介/松尾スズキ/天野喜孝/河原真明/山下敦弘/西川美和/山口雄大監督）

## 2007年
- 鉄人28号 白昼の残月（3月31日公開、今川泰宏監督）
- あしたの私のつくり方（4月28日公開、市川準監督）
- 図鑑に載ってない虫（6月23日公開、三木聡監督）
- Genius Party＜ジーニアス・パーティ＞（7月7日公開、福島敦子/上海大竜/河森正治/木村真二/福山庸治/二村秀樹/湯浅政明/渡辺信一郎監督）配給
- ヱヴァンゲリヲン新劇場版:序（9月1日公開、摩砂雪/鶴巻和哉監督）配給協力
- めがね（9月22日公開、荻上直子監督）製作/配給

## 2008年
- うた魂♪ 制作プロダクション/配給
- ネガティブハッピー・チェーンソーエッヂ 制作プロダクション/配給
- Genius Party Beyond 配給
- GSワンダーランド 配給（デスペラードと共同）
- 奈緒子 製作/配給
- ブタがいた教室 制作プロダクション/配給
- 百万円と苦虫女 制作プロダクション/配給

## 2009年
- ヤッターマン（3月公開）製作/配給（松竹と共同）
- 恋極星（3月公開）配給
- 悪夢のエレベーター（10月公開）製作/配給
- 大洗にも星はふるなり（11月公開）製作/配給

## 2011年
- 冷たい熱帯魚（1月公開）製作/配給
- 八日目の蝉（4月公開）製作
- 恋の罪（11月公開）製作/配給

## 2012年
- 死ガ二人ヲワカツマデ…（9月公開、松村清秀監督）製作/配給
- 神秘の法（10月公開、今掛勇監督）配給

## 2013年
- 横道世之介（2月公開、沖田修一監督）企画・製作幹事
- クロユリ団地（5月公開、中田秀夫監督）企画・製作幹事
- 俺はまだ本気出してないだけ（6月公開、福田雄一監督）企画
- ガッチャマン（8月公開、佐藤東弥監督）企画・製作
- 凶悪（9月公開、白石和彌監督）配給

## 2014年
- 私の男（熊切和嘉監督）制作・配給・宣伝
- ある優しき殺人者の記録（白石晃士監督）配給

## 2015年
- 極道大戦争（三池崇史監督）製作・企画・配給・宣伝
- UFO学園の秘密（アニメ映画・今掛勇監督）配給（配給協力は東京テアトル）

## 2016年
- ヒメアノ〜ル（吉田恵輔監督）製作・配給
- 真田十勇士（堤幸彦監督）製作・配給（松竹と共同）
- ライチ☆光クラブ（内藤瑛亮監督）配給・宣伝

## 2017年
- ホワイトリリー（中田秀夫監督）配給
- ブルーハーツが聴こえる（飯塚健、下山天、井口昇、清水崇、工藤伸一、李相日監督）配給（ティ・ジョイと共同）
- ユリゴコロ（熊澤尚人監督）製作・配給（東映と共同）
- 散歩する侵略者（黒沢清監督）製作・配給（松竹と共同）

## 2018年
- 宇宙の法—黎明編—（アニメ映画・今掛勇監督）配給（配給協力は東京テアトル）
- サニー/32（白石和彌監督）配給
- サイモン＆タダタカシ（小田学監督）配給
- モリのいる場所（沖田修一監督）配給
- 海を駆ける（深田晃司監督）配給
- フジコ・ヘミングの時間（小松荘一良監督）配給

## 2019年
- デイアンドナイト（藤井道人監督、山田孝之プロデュース）配給
- ひとよ（白石和彌監督）製作幹事・配給
- まく子（鶴岡慧子監督）配給
- WE ARE LITTLE ZOMBIES（長久允監督）配給
- おいしい家族（ふくだももこ監督）配給

## 2020年
- 私をくいとめて（大九明子監督）製作幹事・配給
- Red（三島有紀子監督）配給
- 水曜日が消えた（吉野耕平監督）配給
- 子供はわかってあげない（沖田修一監督）配給

## 2021年
- 総理の夫（河合勇人監督）配給（東映と共同）
- 宇宙の法-エローヒム編-（アニメ映画・今掛勇監督）配給（配給協力は東京テアトル）
- ずっと独身でいるつもり?（ふくだももこ監督）配給
- 私はいったい、何と闘っているのか（李闘士男監督）製作幹事・配給（東京テアトルと共同）

## 2022年
- 前科者（岸善幸監督）配給（WOWOWと共同）
- 20歳のソウル（秋山純監督）配給
- 土を喰らう十二ヵ月（中江裕司監督）製作幹事・配給

## 2023年
- 零落（竹中直人監督）製作幹事・配給（ハピネットファントム・スタジオと共同）

## 2024年
- Cloud クラウド（黒沢清監督）製作幹事・配給（東京テアトルと共同）

## 2025年
- 早乙女カナコの場合は（矢崎仁司監督）配給（KDDIと共同）
- 今日の空が一番好き、とまだ言えない僕は（大九明子監督）配給
- ゴッドマザー〜コシノアヤコの生涯〜（曽根剛監督）配給（東京テアトルと共同）
- 父と僕の終わらない歌（小泉徳宏監督）製作幹事（ソニー・ピクチャーズ エンタテインメントと共同）
- メイソウ家族（熊切和嘉、金田敬監督）配給
- ブルーボーイ事件（飯塚花笑監督）配給（KDDIと共同）
- フジコ・ヘミング 永遠の音色（小松莊一良監督）配給